# Паляничники
Паляничники (укр. Паляничники), село, 
Богодуховский городской совет,
Богодуховский район,
Харьковская область.
Код КОАТУУ — 6320810103. Население по переписи 2001 г. составляет 42 (18/24 м/ж) человека.

## Географическое положение
Село Паляничники находится в 4-х от города Богодухова.
Через село протекает безымянный пересыхающий ручей, который через 3 км впадает в реку Мерла.
На ручье несколько запруд.
Село окружено небольшим лесным массивом.

## Происхождение названия
Украинское паляниця — каравай, коврига, преимущественно из пшеничной муки, определенным образом замешанной.

## История
- 1675 — дата основания.